# Ingenio et Arti

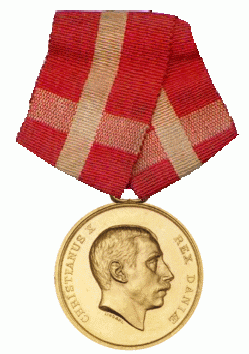
Ingenio et Arti

Ingenio et Arti (du latin : pour la science et l'art) est une médaille danoise décernée à des scientifiques et artistes danois et étrangers éminents. L'honneur, une récompense personnelle du monarque, a été institué par le roi Christian VIII en 1841 et pouvait être attribué aux femmes comme aux hommes, comme Bertha Wegmann en 1892.
La médaille est décernée irrégulièrement, en moyenne moins de deux fois par an.

## Médailles attribuées
- Sous le roi Christian VIII (1839-1848)
  - 1841 : Charles-Henri Ternaux-Compans (1807-1864), auteur français
  - 1841 : Auguste Jal (1791-1873), officier et auteur français
  - 1841 : Hippolyte Gaucheraud (da) (?-1874), historien français
  - 1841 : Jean-Jacques Altmeyer (1804-1877), historien belge
  - 1841 : Rudolph Christian Böttger (1806-1881), physicien allemand
  - 1841 : Jens Peter Møller (1783-1854), peintre
  - 1842 : Alexis de Saint-Priest (1805-1851), diplomate et historien français
  - 1846 : Karl Ludwig Hencke (1793-1866), astronome allemand
  - 1846 : P.W. Lund (1801-1880), biologiste
  - 1846 : Johann Gottfried Galle (1812-1910), astronome allemand
- Sous le roi Frédéric VII (1848-1863)
  - 1857 : Edward Young (1823-1882), peintre austro-hongrois
  - 1857 : Christian Høegh-Guldberg (1802-1879), pyrotechnicien
  - 1857 : Christopher Budde-Lund (1807-1861), officier
  - 1858 : Frederik baron Rosenkrantz (1822-1905), officier
  - 1858 : Karl Georg Enslen (de) (1792-1866), peintre autrichien
  - 1858 : Benjamin Leja (1797-1870), opticien  suédois
  - 1859 : Bernhard Carl Levy (1817-1863), chimiste français
  - 1860 : Maria Bojesen (1807-1898), écrivain
  - 1861 : Jacob Kornerup (1825-1913)
  - 1861 : Carl Johan Anker (1835-1903)
  - 1861 : Rudolph Striegler (1816-1876)
  - 1861 : Vilhelm Christesen (1822-1899)
  - 1862 : Peter Emanuel Schmidt (1829-1893)
  - 1862 : Wilhelmina Neruda (1838-1911), violoniste tchèque
  - 1862 : N.C.H. Piehl (1819-1892), directeur du télégraphe
  - 1862 : Marcus Selmer (1819-1900), photographe norvégien
  - 1862 : I.A. Gold (1828-1870)
  - 1862 : Jules Delépierre (1820-?), musicien français
  - 1862 : Abraham Lundquist (1817-1892)
- Sous le roi Christian IX (1863-1906)
  - Aucune médaille attribuée.
- Sous le roi Frédéric VIII (1906-1912)
  - 1907 : Betty Nansen (1873-1943), actrice, directrice de théâtre
  - 1907 : Erika Wedekind (1869-1944)
  - 1907 : Arthur Schulz (1873-?)
  - 1908 : Nielsine Petersen (1853-1916)
  - 1908 : Emma Thomsen (1863-1910), actrice
  - 1909 : Sara Jane Cahier (1875-1951)
  - 1910 : Anna Bloch (1868-1953), actrice
  - 1910 : Mathilde Mann (1859-1925)
  - 1910 : Oda Nielsen (1851-1936), actrice
- Sous le roi Christian X (1912-1947)
  - 1913 : Anna Ancher (1859-1935), peintre
  - 1913 : Johanne Dybwad (1867-1950), actrice norvégienne
  - 1915 : Elisabeth Dons (1864-1942), chanteuse d'opéra
  - 1915 : Anders de Wahl (1869-1956)
  - 1916 : Ellen Beck (1873-1953)
  - 1917 : Emilie Ulrich (1872-1952)
  - 1918 : Johanne Stockmarr (1869-1944)
  - 1918 : Valborg Borchsenius (1872-1949)
  - 1921 : Marie Leconte (1869-1947), actrice française
  - 1922 : Berta Morena (1878-1952)
  - 1922 : Elna Jørgen-Jensen (1890-1969), danseuse de ballet (réception supprimée en 1946[1])
  - 1922 : Jonna Neiiendam (1872-1938), actrice
  - 1922 : Bodil Ipsen (1889-1964), actrice
  - 1922 : Tenna Kraft (1885-19 54)
  - 1923 : Sigrid Neiiendam (1868-1955), actrice
  - 1923 : Agnes Adler (1865-1935)
  - 1923 : Adeline Genée-Isitt (1878-1970)
  - 1924 : Dien Logeman (1864-1925), traducteur belge
  - 1924 : Mathilde Nielsen (1858-1945), actrice
  - 1925 : Anna Jacobsen (1857-1926), actrice
  - 1926 : Ida Møller (1872-1947)
  - 1926 : Ingeborg Nørregaard Hansen (1874-1941)
  - 1926 : Paul Rung-Keller (1879-1966)
  - 1927 : Anna Pavlova (1882-1931) ballerine russe
  - 1927 : Anne Marie Carl Nielsen (1863-1945)
  - 1928 : Nanny Larsén-Todsen (1884-1982)
  - 1928 : Maria Jeritza (1887-1982), chanteuse d'opéra austro-tchèque
  - 1928 : Gertrud Pålson-Wettergren (1897-1991), chanteuse d'opéra suédoise
  - 1929 : Gerda Christophersen (1870-1947), directeur de théâtre
  - 1931 : Emmi Leisner (1886-1958)
  - 1931 : Pauline Brunius (1881-1954), actrice suédoise
  - 1931 : Clara Pontoppidan (1883-1975), actrice
  - 1931 : Gabrielle Robinne (1886-1981), actrice française
  - 1931 : Suzanne Devoyod (1867-1954), actrice française
  - 1932 : Elisabeth Schumann (1891-1952)
  - 1932 : Bergliot Ibsen (1869-1953)
  - 1932 : Agnes Slott-Møller (1862-1937), peintre
  - 1933 : Else Skouboe (1898-1950), actrice
  - 1933 : Britta Hertzberg (1901-1976), chanteuse d'opéra suédoise
  - 1933 : Jeanne-Louise Ternaux-Compans Hermite (1886-1958)
  - 1933 : Frieda Leider (1888-1975)
  - 1933 : Hans Hartvig Seedorff (1892-1986), auteur
  - 1933 : Poul Reumert (1883-1968), acteur
  - 1934 : Axel Juel (1883-1948), auteur
  - 1934 : Karen Caspersen (1890-1941), actrice
  - 1934 : Ingeborg Steffensen (1888-1964)
  - 1934 : Gyrithe Lemche (1866-1945), écrivain
  - 1934 : Helga Görlin (1900-1993), chanteuse d'opéra suédoise
  - 1934 : Kaja Eidé Norena (1884-1968), cantatrice norvégienne ayant longtemps vécu à Paris
  - 1934 : Augusta Blad (1871-1953), actrice
  - 1934 : Ulla Poulsen Skou (1905-2001)
  - 1935 : Gunna Breuning-Storm (1891-1966)
  - 1935 : Carl Gandrup (1880-1936), auteur
  - 1936 : Tora Teje (1893-1970), actrice suédoise
  - 1936 : Hilda Borgström (1871-1953), actrice suédoise
  - 1936 : Agnes Lindh (1872-1952), actrice finlandaise
  - 1936 : Lauritz Melchior (1890-1973), chanteur d'opéra
  - 1937 : Agis Winding (1875-1943), actrice
  - 1937 : Lilly Lamprecht (1887-1976)
  - 1937 : Madeleine Bréville-Silvain (1909-?), actrice française
  - 1938 : Else Højgaard (1906-1979), danseuse et actrice
  - 1938 : Margot Lander (1910-1961)
  - 1938 : Henrik Bentzon (1895-1971), acteur
  - 1939 : Johannes Buchholtz (1882-1940), auteur
  - 1939 : Ellen Jørgensen (1877-1948), historienne
  - 1939 : Karin Nellemose (1905-1993), actrice
  - 1939 : Robert Storm Petersen (1882-1949), artiste et écrivain
  - 1940 : Charlotte Wiehe-Berény (1865-1947), actrice
  - 1941 : Valfrid Palmgren Munch-Petersen (1877-1967), philologue
  - 1941 : Anna Borg (1903-1963), actrice
  - 1942 : Else Schøtt (1895-1989)
- Sous le roi Frédéric IX (1947-1972)
  - 1947 : Henrik Lund (1875-1948), auteur
  - 1947 : Evelyn Heepe (1880-1955)
  - 1947 : Herluf Jensenius (1888-1966)
  - 1948 : Mogens Wöldike (1897-1988), organiste, chef d'orchestre
  - 1948 : Kaare Borchsenius (1874-1960), producteur exécutif
  - 1949 : Edith Rode (1879-1956), écrivain
  - 1949 : Albert Høeberg (1879-1949)
  - 1949 : Hans Beck (1861-1952), danseur, chorégraphe et maître de ballet
  - 1950 : Henrik Malberg (1873-1958), acteur
  - 1950 : Robert Neiiendam (1880-1960)
  - 1950 : Karen Blixen (1885-1962), écrivain
  - 1950 : Ellen Gottschalch (1894-1981), actrice
  - 1951 : Béatrice Bretty (1893-1982), actrice française
  - 1951 : Jacob Paludan (1896-1975), auteur
  - 1951 : Thorkild Roose (1874-1961), acteur
  - 1951 : Bodil Kjer (1917-2003), actrice
  - 1951 : Gerda Karstens (1903-1988), danseuse
  - 1952 : Jonathan Petersen (1881-1961)
  - 1952 : Thomas Jensen (1898-1963)
  - 1953 : Else Brems (1908-1995)
  - 1954 : Poul Wiedemann (1890-1969)
  - 1954 : Erik Henning-Jensen (1887-1954), directeur de théâtre
  - 1955 : Paul Bergsøe (1872-1963)
  - 1955 : Jean Hersholt (1886-1956)
  - 1955 : Margaret Rutherford (1892-1972), actrice britannique
  - 1955 : Johannes Meyer (1884-1972), acteur
  - 1956 : Holger Byrding (1891-1980)
  - 1961 : Sam Besekow (1911-2001), metteur en scène
  - 1963 : Carl Th. Dreyer (1889-1968), réalisateur
  - 1964 : Victor Schiøler (1899-1967), pianiste
  - 1966 : Julius Bomholt (1896-1969)
  - 1969 : Harald Lander (1905-1971), maître de ballet
  - 1969 : Einar Nørby (1896-1983)
  - 1970 : Svend Thorsen (1895-1971), auteur
  - 1971 : Carl Erik Soya (1896-1983), auteur
  - 1971 : Elith Pio (1887-1983), acteur
- Sous la reine Margrethe II (1972-)
  - 1972 : Christian Elling (1901-1974), historien de l'art
  - 1972 : John Price (1913-1996), acteur et réalisateur
  - 1973 : Hans Bendix (1898-1984), dessinateur et peintre
  - 1973 : Birgit Nilsson (1918-2005), chanteuse d'opéra suédoise
  - 1974 : Torben Anton Svendsen (1904-1980), metteur en scène
  - 1978 : P.V. Glob (1911-1985), professeur
  - 1981 : William Heinesen (1900-1991), auteur
  - 1985 : Piet Hein (1905-1996), auteur
  - 1986 : Martha Graham (1894-1991) chorégraphe américain
  - 1986 : Knud W. Jensen (1916-2000), directeur de musée
  - 1989 : F.J. Billeskov Jansen (1907-2002)
  - 1990 : Erik Fischer (1920-2011), historien de l'art
  - 1992 : Olaf Olsen (1928-)
  - 1994 : Niels Bjørn Larsen (1913-2003)
  - 1995 : Francesco Cristofoli (1932-)
  - 1998 : Jørgen Reenberg (1927-), acteur
  - 1999 : Bjørn Nørgaard (1947-)
  - 2001 : Kirsten Simone (1934-)
  - 2001 : Per Kirkeby (1938-), professeur, artiste, écrivain
  - 2006 : Ghita Nørby (1935-), actrice
  - 2011 : Kasper Bech Holten (1973-)
  - 2013 : Hans Edvard Nørregård-Nielsen (1945-), historien de l'art